# Armazenamento corporativo
Em computação, armazenamento corporativo (enterprise storage em inglês) é o armazenamento de massa projetado para ambientes de grande escala e alta tecnologia das empresas modernas. Quando comparado ao armazenamento para consumidores domésticos, possui escalabilidade e confiabilidade superiores, melhor tolerância a falhas, e um preço inicial muito maior.

## Tipos
Do ponto de vista dos vendedores, os quatro principais mercados de armazenamento corporativo são:
- Armazenamento online–grandes soluções de disk arrays, minimizando tempo de acesso aos dados e maximizando a confiabilidade;
- Backup–armazenamento off-line para proteção de dados, com um preço menor por byte do que o armazenamento online, mas ao custo de um tempo de acesso médio muito maior; frequentemente usa armazenamento de acesso sequencial, tais como bibliotecas de fitas;
- Arquivamento–tecnicamente similar ao backup, mas seu objetivo é manutenção de longo prazo, gerenciamento e descoberta de dados de conteúdo fixo para atender requisitos de regulamentação, proteção de litígios e otimização de custos de armazenamento;
- Recuperação de desastres–soluções usadas para proteger os dados de desastres localizados, geralmente como parte vital de um plano de continuidade de negócios maior.

## Representantes
A indústria de armazenamento corporativo inclui fóruns (Storage Decisions, Storage Networking World, etc), publicações (Storage Magazine, InfoStor, etc) e empresas (Iron Mountain, EMC, HP, Hitachi Data Systems, IBM, Microsoft, NetApp, Novell, Sun Microsystems, Symantec/Veritas Software, Infortrend etc).